# Diecéze Menongue
Diecéze Menongue je římskokatolická diecéze, nacházející se v Angole.

## Území
Diecéze zahrnuje provincii Cuando Cubango a obce Jamba a Ganguela v provincii Huíla.
Biskupským sídlem je Menongue, kde se nachází hlavní chrám diecéze katedrála Naší Paní Fátimské.
Území je rozděleno do 13 farností. K roku 2011 měla 480 000 věřících, 11 diecézních kněží, 3 řeholní kněze, 15 řeholníků a 28 řeholnic.

## Historie
Diecéze byla založena 10. srpna 1975 bulou Qui pro supremi papeže Pavla VI. a to z části území diecéze Nova Lisboa a diecéze Sá da Bandeira, se jménem Serpa Pinto. Původně byla sufragánní diecézí arcidiecéze Luanda.
Dne 3. února 1977 byla včleněna do církevní provincie arcidiecéze Lubango.
Dne 16. května 1979 získala své současné jméno.

## Seznam biskupů
- Francisco Viti (1975–1986)
- José de Queirós Alves, C.SS.R. (1986–2004)
- Mário Lukunde (od 2005)